# Hinter Tierberg
Hinter Tierberg är en bergstopp i Schweiz.   Den ligger i kantonen Uri, i den centrala delen av landet, 80 km öster om huvudstaden Bern. Toppen på Hinter Tierberg är 3 447 meter över havet, eller 237 meter över den omgivande terrängen. Bredden vid basen är 3,0 km.
Terrängen runt Hinter Tierberg är huvudsakligen mycket bergig. Närmaste större samhälle är Engelberg, 15,5 km norr om Hinter Tierberg. 
Trakten runt Hinter Tierberg är permanent täckt av is och snö. Runt Hinter Tierberg är det mycket glesbefolkat, med 5 invånare per kvadratkilometer.